# Palingsoap
Palingsoap is een reallifesoap. De soap wordt sinds januari 2009 uitgezonden door de TROS op Nederland 1. Palingsoap gaat over het leven in Volendam. De vaste gasten in het programma zijn: Ruud en Gerda Smit, Richarda van Kasbergen, Nick Schilder, Hans Keizer, Nel Veerman, Jack Veerman, Yolanthe Cabau van Kasbergen, Jan Smit, Kees Tol, Simon Keizer, Alice Buijs, Aloys Buijs, Jan Keizer, Jaap Buijs en Monique Smit. Jan Smit, Nick en Simon en de 3j's werken mee aan het programma. Ook wordt er gekeken bij de palingroker, de vishandel, de voetbalclub en in het praathuis.